# Leporinus macrocephalus
Leporinus macrocephalus är en fiskart som beskrevs av Julio C. Garavello och Britski, 1988. Leporinus macrocephalus ingår i släktet Leporinus och familjen Anostomidae. Inga underarter finns listade i Catalogue of Life.